# 蕭緬
蕭 緬（しょう べん、孝建2年（455年）- 永明9年5月30日（491年6月22日））は、南朝斉の皇族。安陸昭王。字は景業。

## 経歴
蕭道生の子として生まれた。容姿や挙措にすぐれた。宋の秘書郎を初任とした。邵陵王文学や中書郎をつとめた。建元元年（479年）、斉が建国されると、安陸侯に封じられた。太子中庶子に転じ、侍中の位を受けた。建元4年（482年）、武帝が即位すると、蕭緬は五兵尚書となり、前軍将軍の号を受けた。輔国将軍・呉郡太守として出向し、治績を挙げ、竟陵王蕭子良に高く評価された。
永明元年（483年）、持節・都督郢州司州之義陽諸軍事・冠軍将軍・郢州刺史に転じた。永明5年（487年）、建康に召還されて侍中となり、驍騎将軍の号を受けた。中領軍に転じた。永明6年（488年）、散騎常侍・太子詹事に転じた。会稽郡太守として出向した。永明8年（490年）、使持節・都督雍梁南北秦四州荊州之竟陵司州之隨郡諸軍事・左将軍・寧蛮校尉・雍州刺史に任じられた。寛容穏健な統治で知られた。
永明9年（491年）5月、死去した。侍中・衛将軍の位を追贈された。諡は昭侯といった。享年は37。
蕭緬は若いころから西昌侯蕭鸞と親しく、蕭鸞は蕭緬死去の当時は尚書右僕射兼衛尉であったが、衛尉の任を解くように上表し、私邸で哀悼を捧げようとしたが許されなかった。蕭鸞は蕭緬の霊前に立つごとに、慟哭して声にならなかったという。建武元年（494年）、明帝（蕭鸞）が即位すると、蕭緬は侍中・司徒・安陸王の位を追贈された。

## 子女
- 蕭宝晊 - 後嗣、安陸王。中興2年（502年）に梁王蕭衍に叛いて殺害された。
- 蕭宝覧 - 江陵公。永元元年（499年）に始安王に改封、中興2年（502年）に兄弟とともに殺害された。
- 蕭宝宏 - 汝南公。建武3年（496年）に宵城公に改封、中興2年（502年）に兄たちとともに殺害された。

## 伝記資料
- 『南斉書』巻45 列伝第26
- 『南史』巻41 列伝第31